# ジャンヌ・ダルクによろしく
「ジャンヌ・ダルクによろしく」は、サザンオールスターズの楽曲。自身の8作目の配信シングルとして、タイシタレーベル / SPEEDSTAR RECORDSからダウンロード配信・ストリーミングで2024年9月9日に発売された。

## 背景・リリース
本作は2024年7月6日に桑田のラジオ番組『桑田佳祐のやさしい夜遊び』（TOKYO FM）にて初めてフルサイズでオンエアされた。正式なリリース以前にはフルサイズ版とは別にタイアップ先のTBSの公式YouTubeチャンネルにて公開されているスペシャルムービーや全国ラジオなどの放送用に編集されたエディット・バージョンが解禁され、しばらくの間フルサイズ版は『桑田佳祐のやさしい夜遊び』のみでオンエアされていた。2ヶ月後の同番組の同年8月31日放送分ではフルサイズ版のリリース日が発表された。

## プロモーション

### テレビ放送
本楽曲を特集した『THE TIME,』（TBS系列）2024年7月8日放送分では、桑田の小中学校時代の同級生で且つサザンオールスターズというバンド名の命名者でもある宮治淳一への取材や、「君こそスターだ」「東京VICTORY」「SMILE〜晴れ渡る空のように〜」に代表される歴代のサザン及び桑田ソロ楽曲におけるオリンピック選手への応援歌を振り返る場面、後述する半井重幸、加納虹輝、北口榛花に本楽曲を聴かせた際の感想が放送された。

### テレビ披露
| 放送日        | 番組名                   | 放送局     | 披露曲                                                             | 出典          |
| ------------- | ------------------------ | ---------- | ------------------------------------------------------------------ | ------------- |
| 2024年9月9日  | CDTVライブ!ライブ!       | TBS        | 「ジャンヌ・ダルクによろしく」 「恋のブギウギナイト」              | [ 11 ] [ 12 ] |
| 2025年3月21日 | ミュージックステーション | テレビ朝日 | 「ジャンヌ・ダルクによろしく」 「ごめんね母さん」 「夢の宇宙旅行」 | [ 13 ] [ 14 ] |

## 批評
2024年パリオリンピックのブレイキン競技に出場した「Shigekix（シゲキックス）」こと半井重幸は本楽曲を「歌詞もめちゃくちゃいい。大会に行く前に聞くと『やってやるぞ』みたいな気持ちになる。しかもそれが結果を残そうみたいな感じの『やってやるぞ』よりも、『やってきたことをぶつけよう』みたいなエールが歌詞からくみとれて嬉しい」と高く評価した。
同オリンピックのフェンシング個人で金メダルを獲得した加納虹輝は本楽曲を「結果だけじゃなくて、『今の自分ができることを精一杯やろう』という気持ちで試合に臨める気がする。試合前に聞きたい」と高く評価した。
同オリンピックの陸上・やり投で金メダルを獲得した北口榛花は本楽曲を「共感しながら聞けるような曲で、すごくいいなと思ったし、なんか…、シャワー入りながら聞きたいなと思いました! ハハハハハ」と高く評価した。
玉井詩織（ももいろクローバーZ）は本楽曲の「二度や三度のミスなど怖くない」というフレーズについて「すごく勇気をもらっています」と評し、楽曲そのものにも「ギアを入れないといけない時に聴きたい曲です」と語り、気に入っていることを述べている。

## チャート成績
2024年9月23日付のオリコン週間デジタルランキングで初週1.3万DLを売り上げ、初登場1位にランクインした。
同月18日付のBillboard JAPANダウンロード・ソング・チャート“Download Songs”でも1.2万DLで1位にランクインしている。

## 収録曲
1. ジャンヌ・ダルクによろしく
（作詞・作曲：桑田佳祐 / 編曲：サザンオールスターズ）
TBS系スポーツ2024テーマ曲[1]。
発売年に開催された2024年パリオリンピックを意識しており、タイトルにある「ジャンヌ・ダルク」はフランス史のヒロインから拝借している[19]。なお、当時桑田はフランス史をよく知らなかったこともあり、作詞にあたってスマホで百年戦争のことなどを調べた旨を語っている[20]。また、桑田は他局で放送されるパリオリンピックの応援歌を歌っている若手のアーティスト達[注 1]の中に自身と同じ発想で制作した者がいないかと内心ドキドキしていた旨を明かしている[20]。ただし、結果的に他局の応援歌には本楽曲で取り上げられたような内容は散見されなかったため、ホッとしたとも語っている[20]。楽曲自体は華やかさと表裏一体にある選手たちの“汗と涙”に塗れた泥臭さや、勝利への渇望が歌われ、聴く人すべての心を奮い立たせるロックナンバーとなっている[19]。
桑田によるとレコーディングは、曲作りを終えた後にベーシックトラックを録るためにドラムの松田弘と、サポートメンバーの斎藤誠、片山敦夫を呼んだところから始まっており、最初につけられた仮タイトルは宮崎県出身の松田にちなんで「宮崎ロール」だった[20]。この造語は"宮崎県人のロックンロール"という意味の言葉を略したものである[20]。
前述したフルバージョンの音源の解禁に先駆けて、2024年6月25日に公開された『サザンオールスターズ、続くー』と題したティザー動画ではイントロのみ先行解禁されている[26]。
2024年9月14日に本楽曲のミュージック・ビデオ（MV）がサザンオールスターズ公式YouTubeチャンネルにてプレミア公開された。同日の『桑田佳祐のやさしい夜遊び』の生放送との連動企画も兼ねており、桑田がスタジオでMVの演出の解説を行った[27][28]。このMVは全編にわたってフィルムカメラで撮影され、桑田は無精髭を蓄えている[29]。

## 収録アルバム
| 曲名                       | 作品名            |
| -------------------------- | ----------------- |
| ジャンヌ・ダルクによろしく | THANK YOU SO MUCH |

## ライブ映像作品
| 曲名                       | 作品名            | 備考 |
| -------------------------- | ----------------- | --- |
| ジャンヌ・ダルクによろしく | THANK YOU SO MUCH | 完全生産限定盤のスペシャルディスクに収録。『ROCK IN JAPAN FESTIVAL 2024 in HITACHINAKA』での歌唱シーン。 |